# Người Aghul
Người Aghul (tiếng Aghul: агулар, agular, tiếng Nga: агулы, aguly hoặc агульцы, agultsy) là một dân tộc cư trú chủ yếu ở Dagestan, Liên bang Nga. Theo điều tra dân số Liên bang Nga năm 2010, có 34.160 người Aghul ở Nga (7.000 vào năm 1959).
Người Aghul nói tiếng Aghul, một ngôn ngữ thuộc họ ngôn ngữ Lezgia của Ngữ hệ Đông Bắc Kavkaz. Về mặt dân tộc, người Aghul gần gũi với người Lezgi. Có bốn nhóm người Aghul, sống ở bốn hẻm núi khác nhau, chia thành huyện: Agul'sky, Kurakhsky, Tabasaransky, và Derbentsky. Giống như những người láng giềng của họ là người Kaitak, người Aghul đã chuyển sang đạo Hồi từ khá sớm, sau cuộc chinh phục của người Ả Rập vào thế kỷ thứ tám. Truyền thuyết truyền miệng của họ cho rằng họ có nguồn gốc từ người Do Thái.